# Grisedale Beck (Fairfield)
Der Grisedale Beck ist ein Fluss im Lake District in der englischen Grafschaft Cumbria.
Er entsteht als Abfluss des Grisedale Tarn, fließt in nordöstlicher Richtung durch das Grisedale Tal und mündet bei Patterdale in den Goldrill Beck